# اكرضان (آيت حوجكل)
اكرضان هو دُوَّار يقع بجماعة سيدي أحمد أوحامد، إقليم الصويرة، جهة مراكش آسفي في المملكة المغربية. ينتمي الدوّار لمشيخة آيت حوجكل التي تضم 4 دواوير. يقدر عدد سكانه بـ 688 نسمة حسب الإحصاء الرسمي للسكان والسكنى لسنة 2004.

## روابط خارجية
- البوابة الوطنية للجماعات الترابية
- المندوبية السامية للتخطيط